# C6H9N3O
化学式C6H9N3O（摩尔质量：139.16 g/mol）可能指：
- N4,N4-二甲基胞嘧啶，CAS号：6220-48-0
- 毒嘧啶（4-氨基-5-羟基甲基-2-甲基嘧啶），CAS号：73-67-6

|  | 这个同类索引页列出了具有相同分子式的化学物（即同分異構體）条目。 除非您是有意链接至本页，否则应将相应条目的内部链接指向正确的条目。 |